# Olo Brown
Pour les articles homonymes, voir Brown.
Pas d'image ? Cliquez ici

a Compétitions nationales et continentales officielles uniquement.

b Matchs officiels uniquement.
Dernière mise à jour le 23 août 1998.
Olo Brown, né le 24 octobre 1967 à Apia (Samoa), est un ancien joueur de rugby à XV néo-zélandais qui a joué 69 fois (dont 56 tests matchs) pour les All-Blacks de 1992 à 1998. C’était un pilier, de 1,85 m et 100 kg.

## Biographie
C’était un pilier solide comme un rock qui pouvait aussi jouer talonneur. Il faisait partie d’une fameuse première ligne des Blacks avec Sean Fitzpatrick et Steve Mc Dowell puis Craig Dowd qui furent ses coéquipiers à Auckland.
Il a eu une première cape avec les Blacks en 1990 à l’occasion d’un match contre la France, mais il ne fut régulièrement appelé en sélection qu’à partir de 1992.
Olo Brown a disputé cinq matchs de la coupe du monde 1995 en Afrique du Sud, dont la finale perdue contre les Springboks.
Il a joué contre toutes les grandes nations de rugby et aussi dans le Super 12 avec les Auckland Blues.
Brown a dû prendre sa retraite sportive en 1998 à la suite d’une blessure survenue pendant un match disputé contre les Wallabies. C’était le premier pilier qui réussit à atteindre et dépasser les 50 sélections en test matchs.

## Palmarès
- Finaliste de la Coupe du monde 1995
- Vainqueur du Tri-nations en 1996 et 1997.

## Statistiques

### En équipe nationale
De 1992 à 1998, Olo Brown compte 56 sélections avec les All-Blacks, inscrivant 20 points. Avec les Kiwis, il dispute une Coupe du monde en 1995. Il participe à trois éditions du Tri-nations en 1996, 1997 et 1998.